# Alassio
Alassio je italské přístavní město v provincii Savona, v Ligurii.
Je součástí Italské riviéry, respektive její západní části, která se nazývá Riviera di Ponente. Město má 17 km², 10 820 obyvatel a nachází se 100 km východně od Janova a přibližně 70 km od hranice s Francií.
Je oblíbeným letoviskem.

## Město
Historická část Allasia leží při pobřeží Ligurského moře. Tvoří ji několik dlouhých úzkých ulic rovnoběžných s pobřežím. Zástavba těsně navazuje na pláž. Z památek se v Alassiu nachází řada kostelů, nejznámější je Sant Ambrogio postavený v letech 1455–1507 s pozdně gotickou věží z roku 1511. Dále je zde několik paláců, nejvýznamnější Palazzo Ferrero. Na pobřeží stojí opevněná Saracénská věž ze 16. století vystavěná na obranu proti pirátům. Na východním konci města je pak skalnatý výběžek Capo S. Croce s poutním kostelem odkud je výhled na město a okolí i západním směrem na nejbližší město Albenga. Lze se tam dostat po ulici Passeggiata Cadorna.

### Fotogalerie

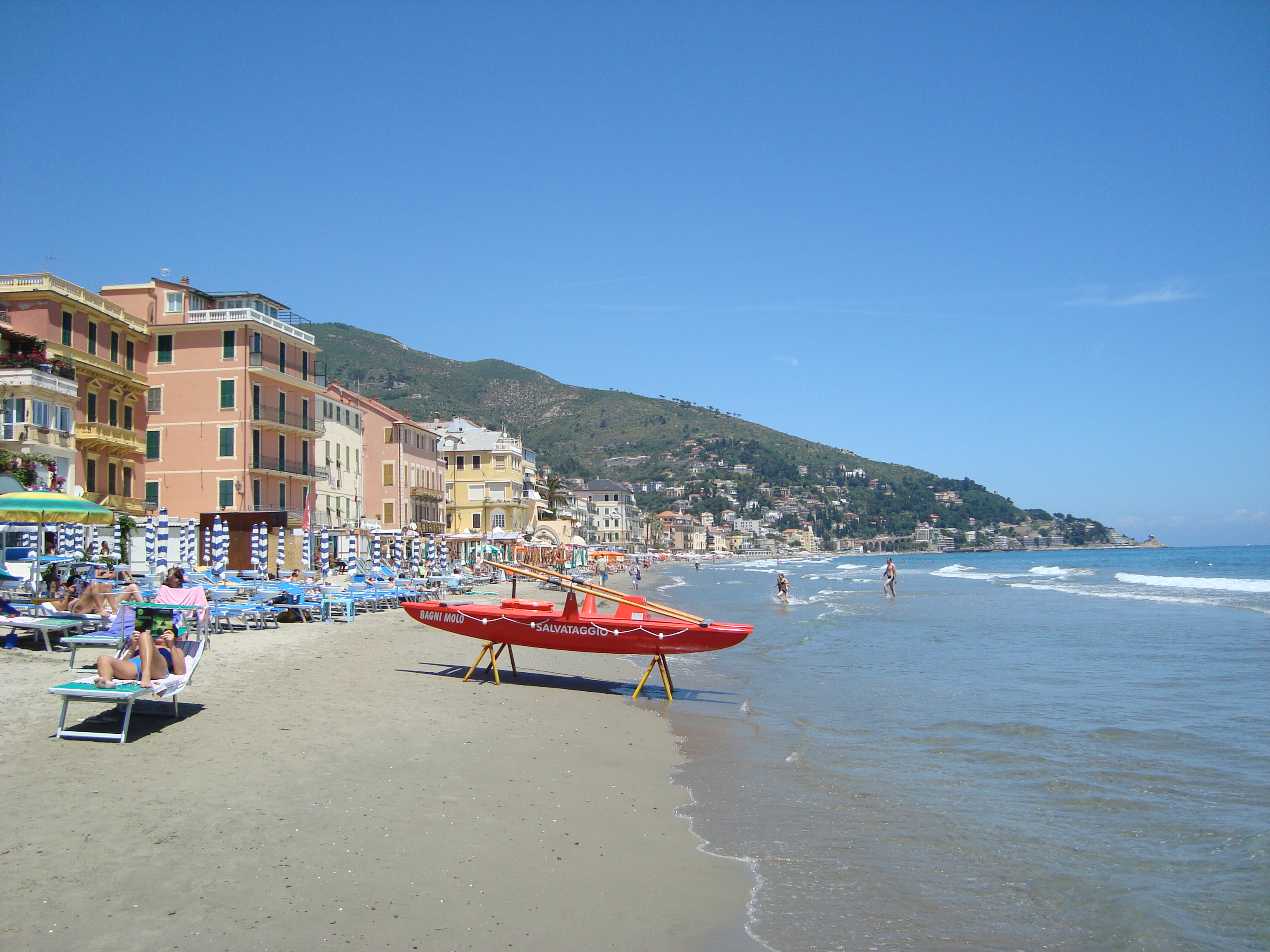
Alassio severovýchodně
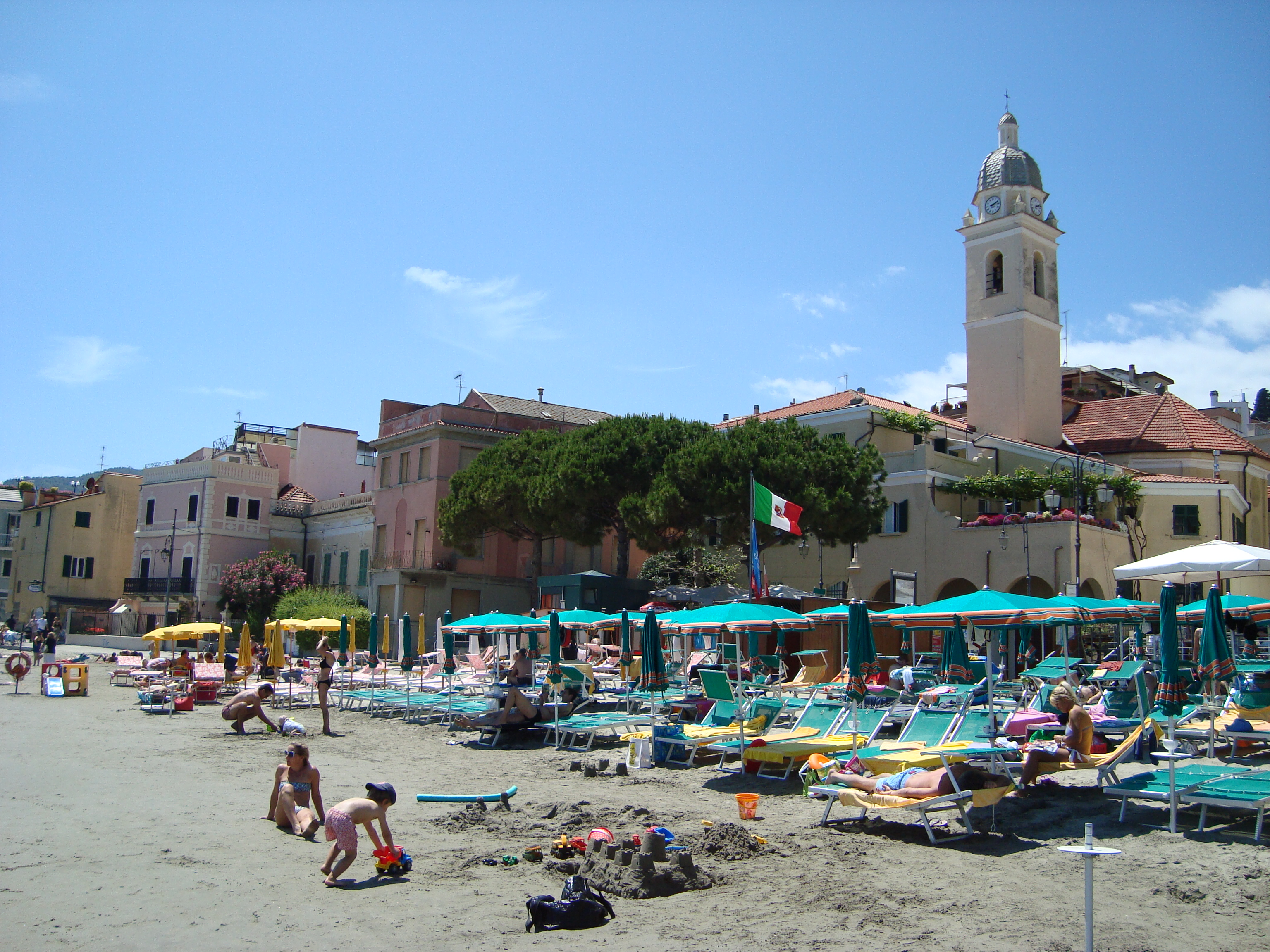
Alassio
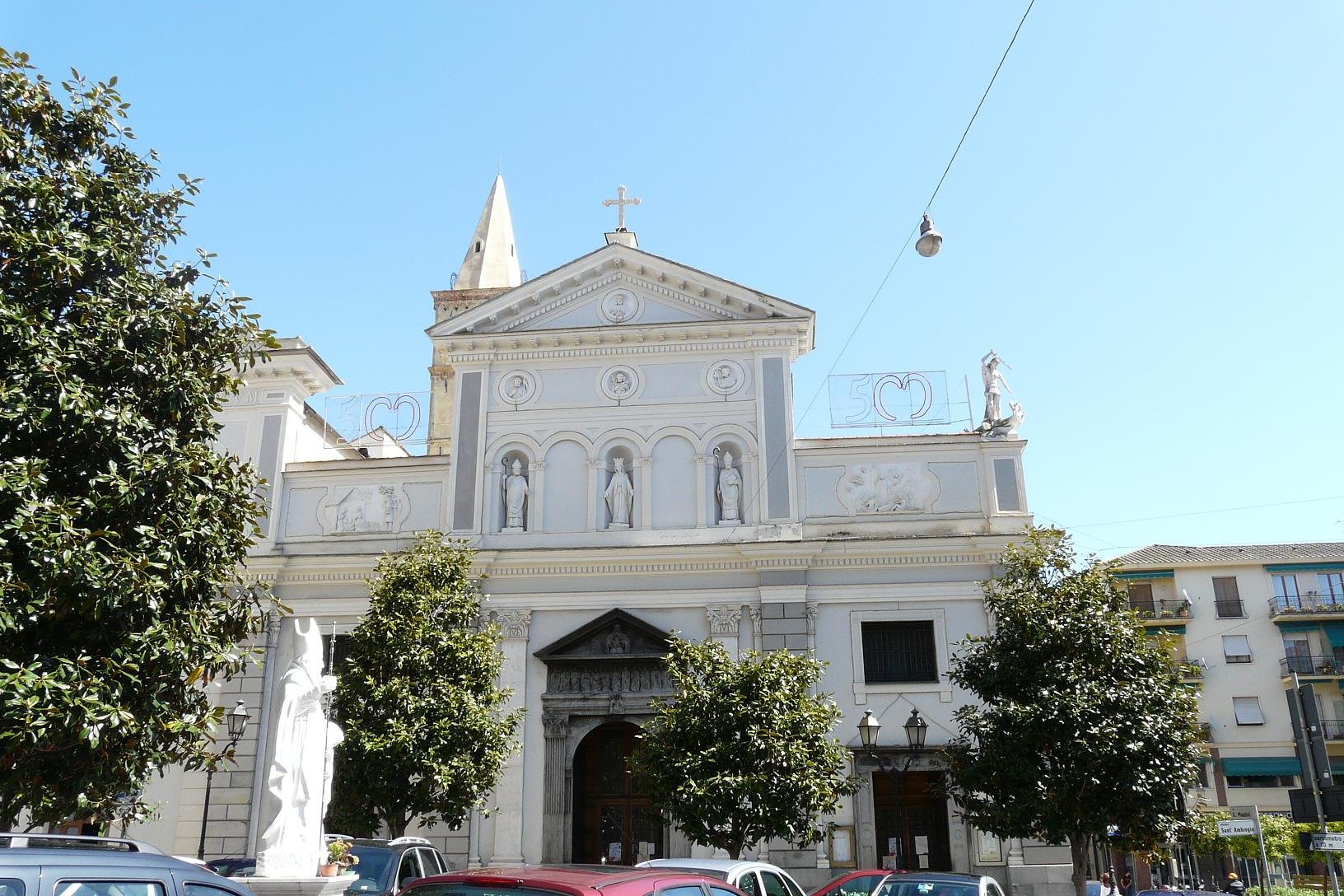
kostel Sant'Ambrogio
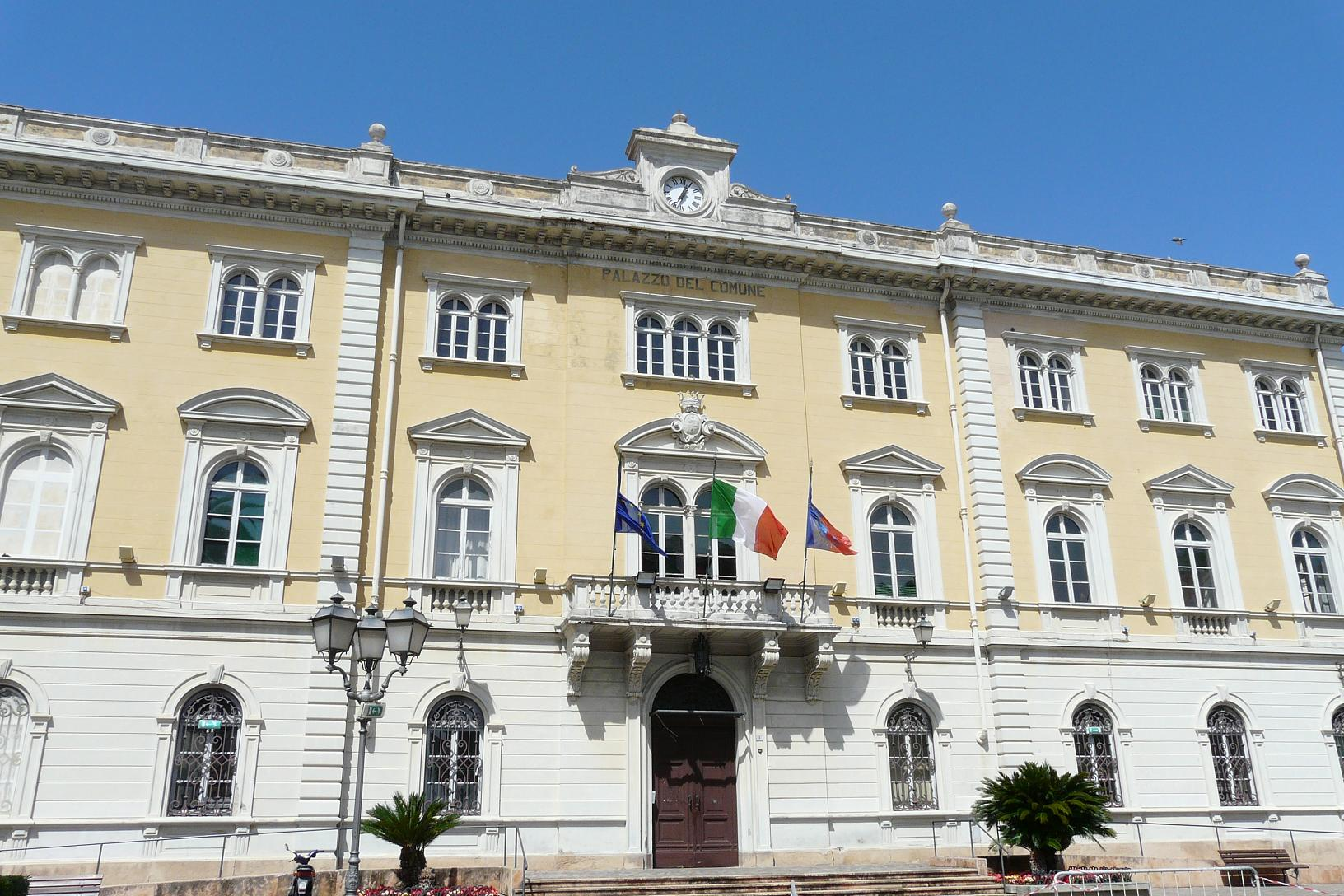
radnice
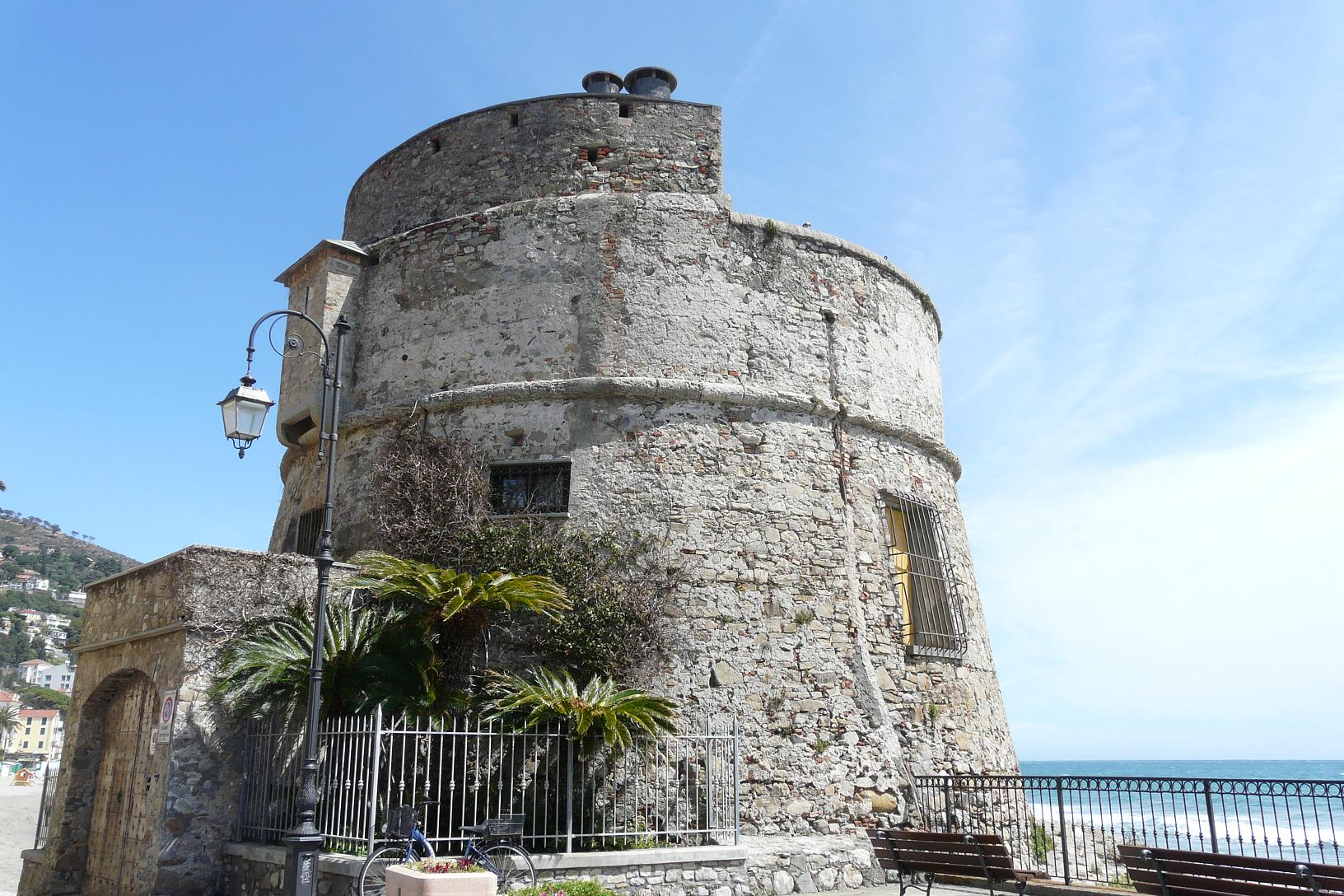
Saracénská věž

## Podnebí
| Alassio – podnebí                       | Alassio – podnebí | Alassio – podnebí | Alassio – podnebí | Alassio – podnebí | Alassio – podnebí | Alassio – podnebí | Alassio – podnebí | Alassio – podnebí | Alassio – podnebí | Alassio – podnebí | Alassio – podnebí | Alassio – podnebí | Alassio – podnebí |
| Období                                  | leden             | únor              | březen            | duben             | květen            | červen            | červenec          | srpen             | září              | říjen             | listopad          | prosinec          | rok               |
| --------------------------------------- | ----------------- | ----------------- | ----------------- | ----------------- | ----------------- | ----------------- | ----------------- | ----------------- | ----------------- | ----------------- | ----------------- | ----------------- | ----------------- |
| Průměrné denní maximum [°C]             | 11,7              | 12,2              | 14,2              | 16,9              | 19,9              | 23,6              | 26,9              | 26,8              | 24,2              | 20,2              | 15,4              | 12,7              | 18,7              |
| Průměrné denní minimum [°C]             | 7,7               | 8,1               | 10                | 12,7              | 15,8              | 19,6              | 22,9              | 22,8              | 20,4              | 16,3              | 11,7              | 8,7               | 14,7              |
| Průměrné srážky [mm]                    | 73                | 74                | 76                | 53                | 48                | 35                | 13                | 35                | 47                | 82                | 72                | 63                | 671               |
| Zdroj: Meteorologická stanice v Alassio |                   |                   |                   |                   |                   |                   |                   |                   |                   |                   |                   |                   |                   |

## Partnerská města
- La Thuile, Itálie